# ردلاند (مریلند)
ردلاند (به انگلیسی: Redland) شهری در ایالت مریلند کشور ایالات متحده آمریکا است که جمعیت آن در سرشماری سال ۲۰۱۰ میلادی، ۱۷٬۲۴۲ نفر بوده‌است.